# 佐藤恒丸

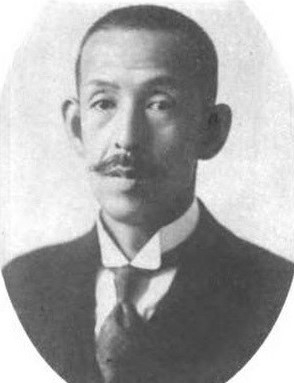
佐藤恒丸

佐藤 恒丸（さとう つねまる、明治5年8月28日（1872年9月30日） - 昭和29年（1954年）4月16日）は、日本の医師。陸軍軍医総監（中将相当官）。宮中顧問官。医学博士。

## 経歴
愛知県出身。1896年（明治29年）、帝国大学医科大学を卒業。翌年、陸軍三等軍医となり、1922年（大正11年）に軍医総監に至った。その間、陸軍軍医学校教官、京城衛戍病院院長、朝鮮駐箚軍軍医部長などを歴任した。1907年（明治40年）からドイツに留学し、1911年（明治44年）に医学博士号を受けた。また1920年（大正9年）には、現官のまま日本赤十字社病院院長に任命された。1923年（大正12年）、予備役編入。
1927年（昭和2年）より侍医頭となり、赤十字病院院長は解職。1937年3月、宮中顧問官に任ぜられ、侍医頭を辞す。
1947年（昭和22年）11月28日、公職追放仮指定を受けた。

## 栄典
- 1940年（昭和15年）8月15日 - 紀元二千六百年祝典記念章[5]